# Kalojan (Zar)
Kalojan Assen (bulgarisch Калоян Асен, wissenschaftliche Transliteration Kalojan Asen, auch Johannitzes; * um 1170; † 1207) war von 1197 bis 1207 Zar der Bulgaren. Er gehörte der Dynastie Assen an.

## Leben
Kalojan (aus dem griechischen Kaloioannes, der schöne Johanes) war nach seinen Brüdern Iwan Assen I. und Theodor Peter IV. der dritte Herrscher des Zweiten bulgarischen Reiches. In Urkunden Kalojans wird eine Kontinuität zu den Herrschern des Ersten bulgarischen Reiches hergestellt.

### Geiselhaft in Konstantinopel und Rückkehr nach Bulgarien
Wahrscheinlich nach dem 1187 mit Byzanz abgeschlossenen Friedensvertrag von Lowetsch, in dem das Bestehen des Zweiten bulgarischen Reiches besiegelt wurde, ging Kalojan nach Konstantinopel, um dort, wie häufig im Mittelalter, als Geisel der anderen Vertragspartei „in personam“ den Frieden zu garantieren. Kalojan konnte aber schon 1189 aus der Geiselhaft fliehen.
Zurück in Bulgarien half Kalojan seinen Brüdern beim Wiederaufbau der Staatlichkeit. Dazu wurden ihm mehrere Ämter übertragen. Als dann auch sein zweiter Bruder Theodor Peter IV. durch eine Boljarenverschwörung ermordet wurde, bestieg Kalojan 1197 den Thron in Tarnowo und wurde zum Zaren gekrönt.

### Krönung zum Zaren der Bulgaren

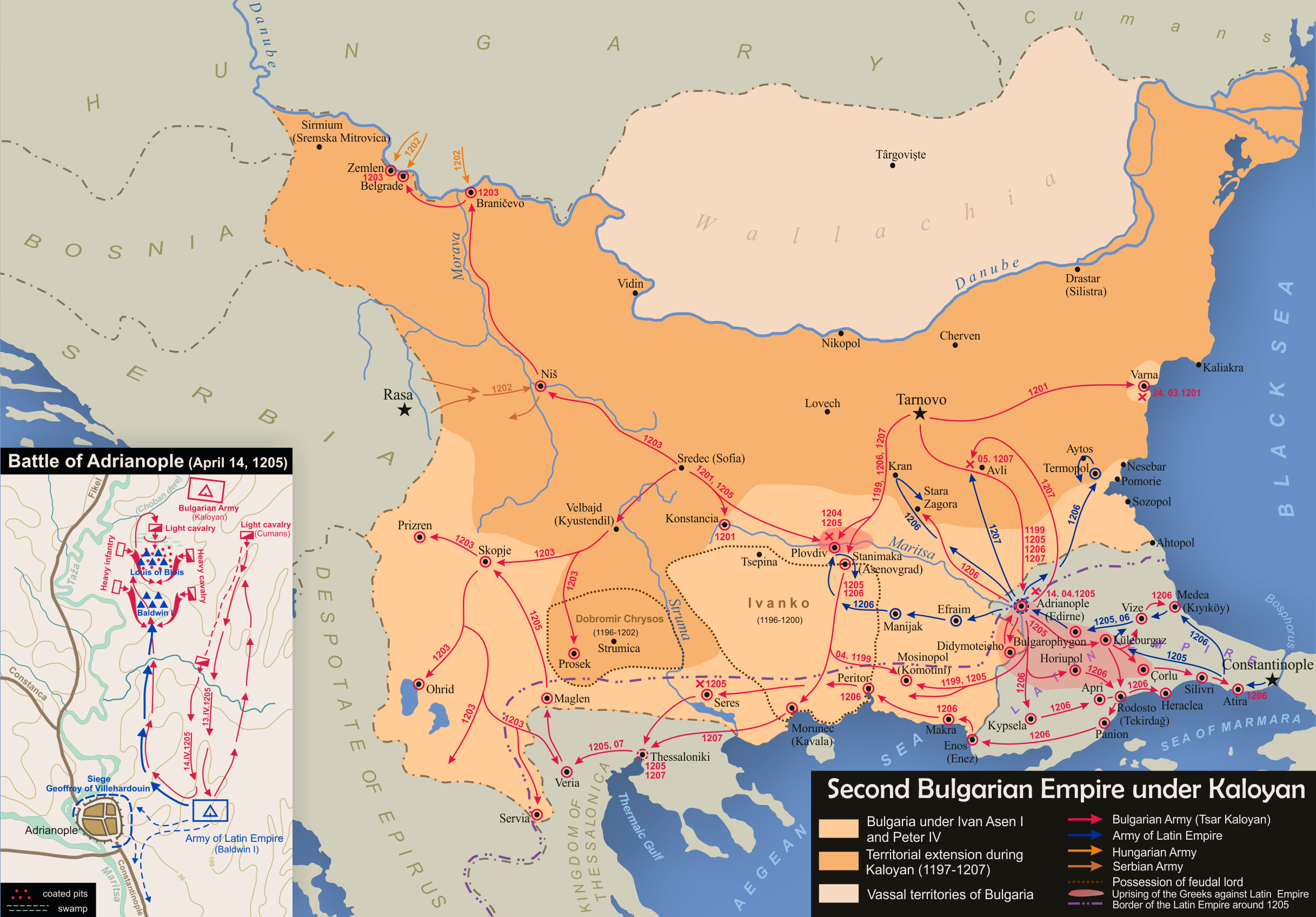
Das bulgarische Reich unter Kalojan

Zar Kalojan herrschte zwischen 1197 und 1207 im bulgarischen Reich und unterstützte Iwanko und Dobromir Chrysos, die einen Teil der Rhodopen und Makedoniens vom byzantinischen Reich (1198–1200) abgetrennt hatten. Nachdem Iwanko von Alexios III. gefangen genommen wurde, initiierte Kalojan einen neuen antibyzantinischen Aufstand in Makedonien und Thessalien, der von Dobromir Chrysos und Manuel Kamytzes angeführt wurde. Die starke thrakische Festung Konstancia (heute Simeonovgrad) wurde schnell eingenommen.
Zar Kalojan marschierte anschließend mit seinem Heer zur Stadt Warna, die von einer großen lateinischen Garnison aus westlichen Söldnern geschützt wurde. Das bulgarische Heer belagerte die Stadt und baute vierseitige, auf Rädern rollende Kriegsmaschinen, deren Länge der Breite des Festungsgrabens und deren Höhe jener der Stadtmauern entsprach. Nach drei Tagen der Belagerung eroberte Zar Kalojan am 24. März 1201 die Stadt Warna, die die letzte unter byzantinischer Herrschaft verbliebene Stadt nördlich vom Balkan-Gebirge/Stara Planina gewesen ist. Statthalter und Söldner der lateinischen Garnison wurden gefesselt und lebendig in den Festungsgraben begraben, als Rache für die Blendung von rund 14.000 bulgarischen Gefangenen auf Befehl des byzantinischen Kaisers Basileios II. im Jahr 1014 nach seinem Sieg in der Schlacht von Kleidion, der danach „Bulgarenschlächter“ (Βασίλειος ὁ Βουλγαροκτόνος Basíleios ho Bulgaroktónos) genannt wurde. Nach der Eroberung von Warna wurde Zar Kalojan wegen der Rache an der lateinischen Garnison "Byzantinerschlächter"/"Romeischlächter" genannt.
Der langandauernde Krieg gegen das byzantinische Reich wurde 1201 bzw. Anfang 1202 durch Friedensvertrag beendet, in dem Byzanz gezwungen worden war, territoriale Gewinne des Reiches der Bulgaren anzuerkennen, nicht jedoch den Zarentitel von Kalojan und auch nicht den Patriarchentitel für den höchsten bulgarischen Geistlichen.
Die militärischen Erfolge festigten den Staat, und die Herrschaft der Oberschicht (Boljaren) des Reiches, das sich erst kurz zuvor aus der byzantinischen Herrschaft gelöst hatte, stabilisierte sich. Die Anerkennung des neuen Status drückte sich unter anderem darin aus, dass Kalojan der Titel Rex verliehen wurde: Papst Innozenz III. entsandte einen Kardinal, der Zar Kalojan zum König krönte. Gegen byzantinische Beeinflussungsversuche, auch in religiöser Hinsicht, schloss Zar Kalojan einen Bund mit Papst Innozenz III: die bulgarische Kirche sollte mit der römisch-katholischen Kirche vereint werden.
Der Bund war jedoch nur von kurzer Dauer, und Kalojans Truppen zogen erfolgreich gegen die Ritter des Vierten Kreuzzuges. 1204 stellte Kalojan die bulgarische Herrschaft über Ohrid wieder her und gliederte das Erzbistum von Justiniana Prima und Bulgarien (auch Erzbistum Ohrid genannt) wieder in die Bulgarisch-Orthodoxe Kirche ein.
1204 eroberten beim Vierten Kreuzzug die Kreuzfahrer Konstantinopel und schufen das Lateinische Kaiserreich. Abgesandte aus den nicht von den Kreuzfahrern kontrollierten Teilen des byzantinischen Reiches boten daraufhin Kalojan an, ihn zum Kaiser zu machen, wenn er gegen die neuen Herrscher vorgehe. Kalojan übernahm die Kontrolle über Adrianopel. Venezianer und Kreuzfahrer begannen am 29. März 1205 mit der Belagerung der Stadt. Kalojan sammelte ein Entsatzheer aus Bulgaren, Walachen und Kumanen, das den Kreuzfahrern zahlenmäßig deutlich überlegen war. Am 14. April kam es zwischen den beiden Heeren zur Schlacht von Adrianopel. Kalojan siegte und nahm Kaiser Balduin I. gefangen, der am 11. Juni in der Haft starb. Die Byzantiner in Thrakien, die ihn als Beschützer vor den Kreuzfahrern anfangs unterstützt hatten, fürchteten nun die neue Stärke der Bulgaren und wandten sich von Kalojan ab.
Bis zum Sommer 1205 eroberte Kalojan in Kämpfen teils gegen die „Lateiner“, teils gegen die Griechen weite Gebiete in Thrakien, darunter Rodosto und Enez. Am 31. Januar 1206 besiegte er die Lateiner in der Schlacht von Rusion. Im August 1206 eroberte er die starke Zwillingsfestung Didymoticho. Als die Kreuzfahrer Anfang 1207 mehrere Schlachten gewannen und sich das Blatt zu wenden drohte, schloss Kalojan im März 1207 ein Bündnis mit Theodor I. Laskaris, der die Lateiner aus Richtung Osten bekämpfte. Im April belagerte Kalojan Adrianopel, zog sich aber zurück, nachdem die kumanischen Söldner sein Heer verlassen hatten.
Im Herbst 1207 starb Kalojan während der Belagerung von Thessaloníki. Einige Quellen geben an, dass er vom Anführer der Kumanen in seiner Armee ermordet worden sei. Andere sehen in seinem Tod ein Wunder des Heiligen Demetrios von Thessaloniki. Laut Nikolaj Owtscharow starb er durch einen Herzinfarkt.
Als Nachfolger wurde Zar Boril Assen gewählt, ein Neffe Kalojans. Zar Kalojan war nur einmal, und zwar mit einer kumanischen Prinzessin verheiratet. Aus dieser Ehe hatte er zwei Kinder: Bethleem und Marja († nach 1216), die 1209 den lateinischen Kaiser von Konstantinopel Heinrich von Flandern heiratete.

## Trivia
1936 wurde das bulgarische Dorf Kaloyanovets nahe Stara Sagora nach Kalojan Assen benannt. Zudem trägt der Kalojan-Nunatak auf der Livingston-Insel in der Antarktis seinen Namen.